# Betuel (postać biblijna)
Betuel (hebr. בְּתוּאֵל „dom Boga”) – postać biblijna ze Starego Testamentu, jeden z ośmiu synów Nachora i Milki, bratanek Abrahama (Rdz 22,20-22).
Nazywany jest w Biblii „Aramejczykiem z Paddan-Aram” (Rdz 25,20; 28,5). Był ojcem Labana oraz Rebeki, żony Izaaka. Wraz z synem pobłogosławił związkowi córki z Izaakiem (Rdz 24,50-52).